# Bandino Panciatici
Bandino Panciatici (né le 10 juillet 1629 à Florence en Toscane et mort le 21 avril 1718 à Rome) est un cardinal italien du XVIIe siècle et du début du XVIIIe siècle. Il est un parent du pape Clément IX.

## Biographie
Bandino Panciatici fait des études à Pise et se rend à Rome. Il exerce des fonctions au sein de la Curie romaine, notamment comme référendaire au tribunal suprême de la Signature apostolique, à la "Congrégation de la visite apostolique" et comme percepteur de l'hôpital S. Spirito in Sassia à Rome. En 1689 il est élu patriarche latin de Jérusalem.
Le pape Alexandre VIII le crée cardinal lors du consistoire du 13 février 1690. Le cardinal Panciatici est camerlingue du Sacré Collège en 1699 et 1700 et préfet de la Congrégation du Concile.
Il participe au conclave de 1691, lors duquel Innocent XII est élu et à celui de 1700 (élection de Clément XI).

## Succession apostolique
Bandino Panciatici a ordonné les évêques suivants :
- Évêque Giovanni Matteo Marchetti (en) (1691)
- Évêque Sebastiano Perissi (it) (1692)
- Évêque Carlo Cutillo (en), O.S.B. (1694)
- Évêque Giovanni Battista Capilupi (en) (1694)
- Évêque Giovanni Battista Gentile (en), O.S.B. (1694)
- Évêque Pietro Gaddi (it) (1695)
- Évêque Giuseppe Cei (it), C.O. (1695)
- Évêque Domenico Belisario de Bellis (it) (1696)
- Évêque Nicolò Nardini (en) (1696)
- Évêque Antonio Grassi (it) (1696)
- Évêque Pietro Paolo Gerardi (en) (1696)
- Évêque Vincenzo Maria de Rossi, O.F.M.Conv. (1696)
- Évêque Lorenzo Fabri, O.F.M.Conv. (1697)
- Évêque Giovanni Fontana (en) (1697)
- Évêque Giuseppe Antonio Bertodano (1697)
- Archevêque Andrea Deodati (en), O.S.B. (1697)
- Évêque Giuseppe Rodoero (en) (1697)
- Évêque Giambattista Isnardi de Castello (en) (1697)
- Évêque Domenico Pacifico (1698)
- Évêque Bisanzio Fili (1698)
- Évêque Pietro Spinola, O.F.M. (1698)
- Évêque Filippo Albini (1699)
- Évêque Giovanni Dominico Tomati (en) (1700)
- Cardinal Ulisse Giuseppe Gozzadini (1700)
- Archevêque Tommaso Antonio Scotti (1701)
- Archevêque Francesco Frosini (it) (1701)
- Évêque Orazio Maria Panciatichi (1703)
- Évêque Benedetto Falconcini (it) (1704)